# Rafael Moleón Gavilanes
Rafael Moleón Gavilanes (Madrid, 1954) és un director de cinema espanyol, considerat un dels "directors maleïts" del cinema espanyol.

## Carrera
Va estudiar ciències de la informació i mentrestant va rodar alguns curtmetratges com Acosado (1978). L'abril de 1980 va guanyar el Premi Griffith de Madrid pel seu curtmetratge Tiro de gracia. Després va treballar com a ajudant de direcció per a Pedro Almodóvar i Gonzalo Suárez, i finalment el 1988 va fer el seu primer llargmetratge, Baton Rouge, amb el qual fou nominat al Goya al millor guió original. Després va treballar per a TVE realitzant el 1990 l'episodi El crimen de Perpignan de La huella del crimen i els episodis Callejón sin salida i Shanghay Lily d'Eurocops (1991). El 1994 realitzaria per Telemadrid la sèrie Colegio Mayor.
El 1993 tornaria al cinema amb la comèdia Tretas de mujer i el 1995 rodaria a Talamanca de Jarama la història infantil El niño invisible, seguida per les policíaques Mirada líquida i Cuestión de suerte (1996), amb guions fets amb Carlos Pérez Merinero. Posteriorment ha continuat la seva carrera a televisió: el 2000 va rodar dos episodis de Raquel busca su sitio el 1999 i el 2004 dos episodis de Pepe Carvalho i el 2005 dos episodis de Motivos personales.
El 2002 va presidir amb José Luis Borau el Jurat de la XXIII Mostra de València-Cinema del Mediterrani.

## Filmografia

### Cinema
- Acosado (1978)
- Tiro de gracia (1979)
- Just a film (1981)
- Baton Rouge (1988)
- Tretas de mujer (1993)
- El niño invisible (1995)
- Mirada líquida (1996)
- Cuestión de suerte (1996)

### Televisió
- El crimen de Perpignan de La huella del crimen (1990)
- Eurocops (1991)
- Colegio Mayor (1994)
- Raquel busca su sitio (2000)
- Pepe Carvalho (1999/2004)
- Motivos personales (2005)